# Mandarine (couleur)
Pour les articles homonymes, voir Mandarine (homonymie).

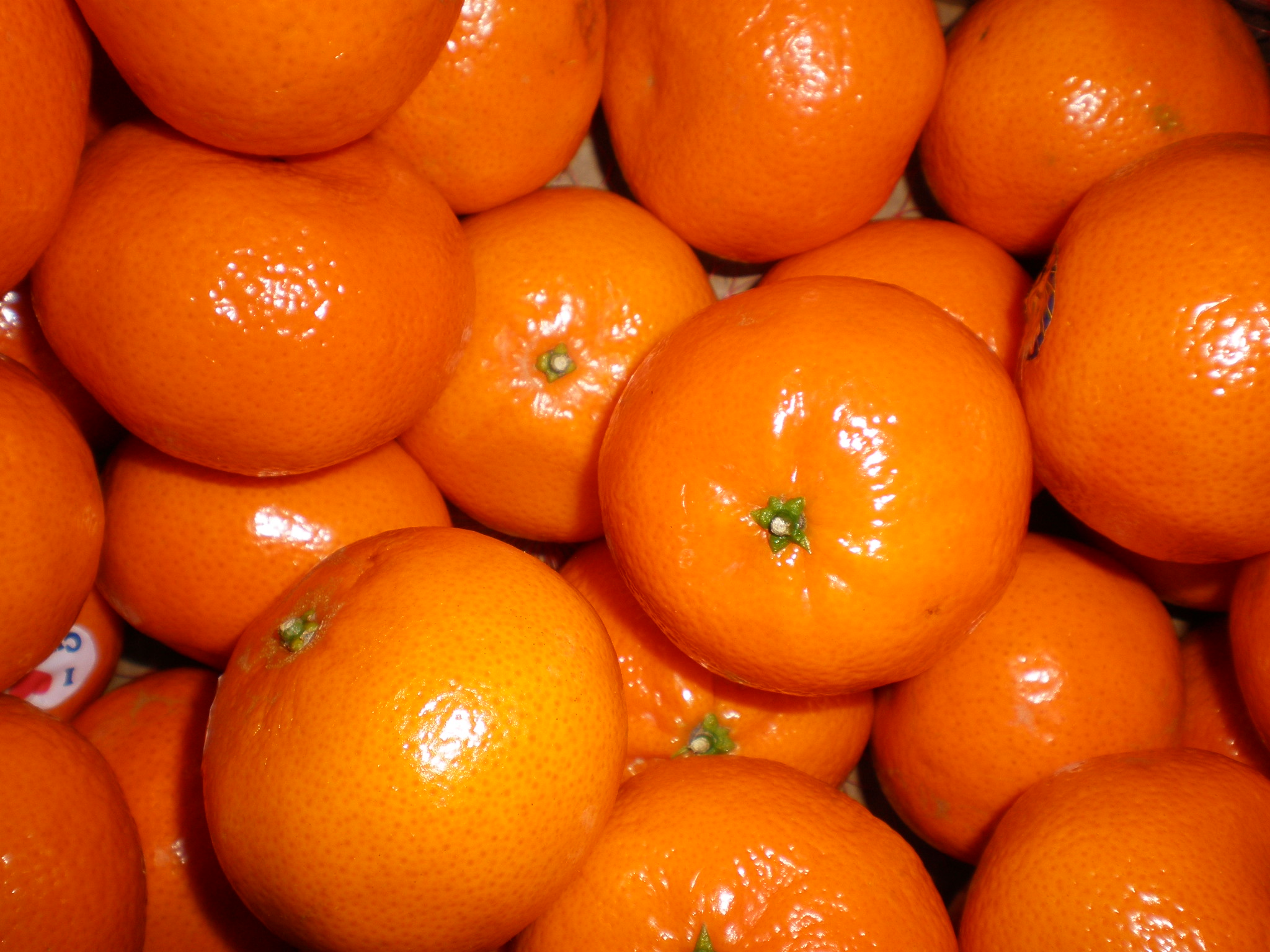
Mandarines de Californie.

Le nom de couleur mandarine désigne des nuances d'orange, d'après la couleur du fruit du mandarinier, dont la couleur varie selon la maturité et selon la variété.
Dans les nuanciers, on trouve, en peinture pour la décoration mandarine, mandarine, mandarine ; en fil à broder 741 mandarine.
Des oranges similaires peuvent aussi bien se nommer tangerine, clémentine, bigarade ou kumquat, selon le bon plaisir de ceux qui en décident, ces agrumes ne se distinguant pas par la couleur. Les commerçants souhaitent souvent impressionner les consommateurs et affirmer la propriété intellectuelle sur un de leurs modèles par l'usage de noms de couleur nouveaux. Toutes ces désignations fondées sur la métonymie sont invariables : « des tissus mandarine », « des mandarine pâles ».
Dans le nuancier américain ISCC-NBS, les noms de couleur « mandarin orange, tangerine » s'associent aux mêmes nuances, 35, 48, 50, tandis que le 34 ne correspond qu'au « mandarin red ».

## Origine et histoire
La mandarine est introduite en Europe en 1828, et, importée de Malte et de Sicile, cultivée aussi dans l'Algérie colonisée, devient courante en France au milieu du siècle.
Au XIXe siècle, Michel-Eugène Chevreul a entrepris de situer les couleurs les unes par rapport aux autres et par rapport aux raies de Fraunhofer. Il a comparés à ses couleurs-type plusieurs variétés de mandarines, trouvant 2 orangé 9 ton et 2 orangé 10 ton(p. 369), 3 orangé 8 ton (p. 373), 4 orangé 9 ton (p. 377), 5 orangé 7 ton (p. 381).
La couleur mandarine, produite par un colorant nouvellement inventé, est lancée comme couleur de la mode en 1877 : « c'est égal, le mandarine me sort des yeux ; dans quinze jours, on ne verra que ça dans les rues ».
Le Répertoire de couleurs de la Société des chrysanthémistes publié en 1905 donne Rouge mandarine pour un synonyme de Rouge mandarine GR, nom commercial d'un colorant azoïque, l'orthotoluidine sulfonée diazotée traitée par le Naphtol β, dit aussi Orangé R.